# 아바케라톱스
아바케라톱스(Avaceratops)는 지금의 미국 북서부에 백악기 후기 샹파뉴절 후기에 살던 소형 초식성 각룡류 공룡의 한 속이다.

## 발견과 종
아바케라톱스는 1981년 몬태나 주 아서 J. 래머스의 케얼리스크릭 목장 안에 있는 주디스리버 층에서 화석상인 에디 콜이 처음 발견했다. 발견된 표본은 고대 하천의 바닥에 여기저기 흩어져 보존되어 있었다. 아바케라톱스 표본은 사체가 하류로 떠내려온 후 모래톱에 묻혔던 것으로 보인다. 이 화석은 콜의 가게에 전시되어 있다가 1981년 10월에 피터 도드슨이 조사했고 1982년 7월에 도드슨은 콜과 함께 발견지를 방문해 추가로 뼈를 찾아냈고, 1984년 이후에 안토니 피오릴로가 그 뼈들을 발굴했다.
도드슨은 1986년에 공식적으로 이 화석을 아바케라톱스 라메르시 (Avaceratops lammersi) 로 명명 및 보고했다. 1950년의 파키리노사우루스 이후 처음으로 명명된 케라톱스과 공룡이었다. 아바케라톱스 속은 에디의 부인인 에이바 콜 (Ava Cole)의 이름을 따서 지어졌다. 종명은 래머스 가족의 성에서 딴 것이다. 1990년에 조지 올셰프스키가 래머스가 복수형이므로 종명도 복수형 소유격이라고 주장하며 이름을 A. lammersorum으로 변경했다. 하지만 도드슨은 래머스가 목장 소유주의 성(single family name)이므로 단수형 소유격도 괜찮다고 주장하며 이 변경에 반대했다.
완모식표본인 ANSP 15800은 두개골 아래부분, 왼쪽 아래턱, 척추, 어깨뼈들과 앞다리 및 뒷다리의 대부분으로 구성되어 있다. 모식표본은 어린 개체이거나 아성체인 것으로 보이는데 도드슨은 1986년에 이것이 거의 다 자란 개체라고 간주했다. 케네스 카펜터는 두개골을 복원했고 르로이 글렌은 1986년에 복원된 두개골의 캐스트를 만들어 복원된 몸통과 함께 필라델피아의 자연과학 학술원 (Academy of Natural Sciences) 에 전시했다. 전시된 표본의 복제품이 할라우턴의 어퍼 머슬셸 밸리 역사 박물관 (Upper Musselshell Valley Historical Museum) 에 기부되었다. 1993년에 폴 펜칼스키가 이전에 발견된 두 개의 인상골 표본인 USNM 4802 와 USNM 2415를 더 큰 아바케라톱스 개체의 표본이라고 분류했다. 1999년에 펜칼스키와 도드슨은 두번째 두개골인 MOR 692를 보고했는데 이 역시 완모식표본보다 더 큰 개체의 두개골이었다. 이 표본은 코뿔과 이마뿔을 포함한 두개골 윗부분으로 구성되어 있다.
1990년에 토마스 레만이 A. lammersi를 모노클로니우스 라메르시(Monoclunius lammersi) 로 재명명했다. 2010년에는 그레고리 폴이 다시 켄트로사우루스 라메르시(Centrosaurus lammersi)로 재명명했다. 두 이름 모두 다른 연구자들에 의해 받아들여지지 않고 있다.

## 특징

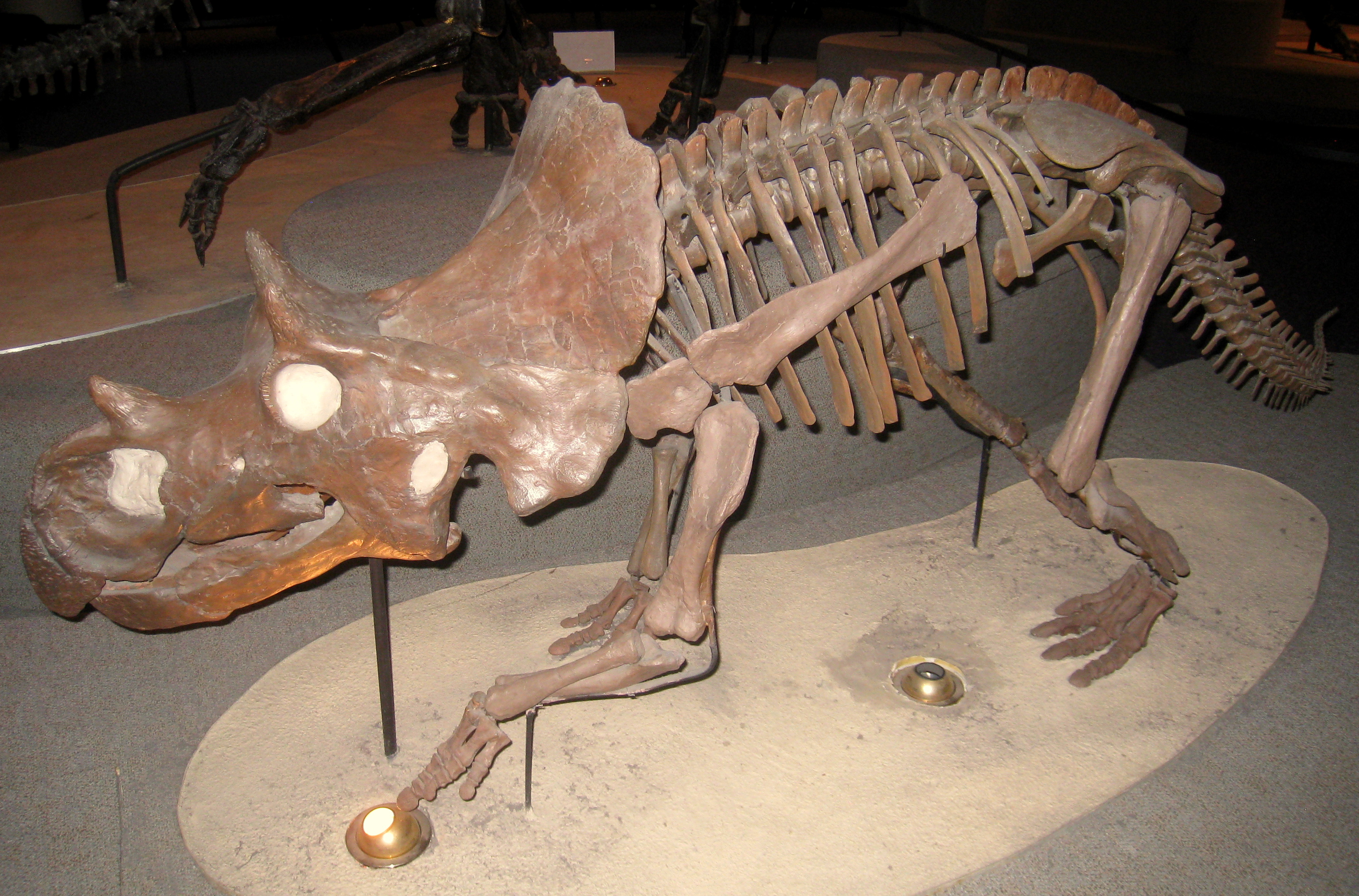
필라델피하 자연과학 학술원 (Academy of Natural Sciences, Philadelphia) 에 전시된 골격

도드슨은 원래 아바케라톱스를 비교적 작은 종이라고 생각했다. 완모식표본의 몸길이를 2.3m 정도라고 추정하고 이것이 거의 성체에 근접한 크기라고 보았다. 하지만 두번째 두개골인 MOR 692 로부터 추정한 몸길이는 4.2 m 정도였다. 2010년에 폴은 아바케라톱스가 몸길이 4 m 에 몸무게는 1 톤에 육박할 것으로 추정했다. MOR 692 로 인해 바뀐 아바케라톱스의 모습 또 한 가지는 눈 위의 뿔이다. 원래는 완모식표본에 눈 위의 뿔이 없었기 때문에 순전히 추정만으로 상당히 짧으리라 생각되었으나 새 두개골 표본에는 25 cm 길이의 뿔심이 눈 뒤쪽에 있었다.
아바케라톱스는 두개골 뒤쪽에 눈에 띄는 프릴을 가지고 있다. 프릴의 앞부분을 차지하는 인상골은 상당히 크고 가장자리가 각진 것이 아니라 완만하게 곡선을 이루고 있다. 밑부분에는 융기부가 있어 인상골을 둘로 나누고 있다. 더 분화된 종들은 뒷부분이 넓어진다는 차이가 있다. 두개골 뒤쪽 인상골과 마루뼈와 만나는 부분은 살짝 들어가 있다. 하지만 마루뼈에는 뒤쪽 프릴의 중심선을 따라 들어간 부분이 없다. 또 트리케라톱스를 제외한 많은 속들에서 전형적으로 볼 수 있는 마루뼈의 구멍이 아바케라톱스에는 없지만, 완모식표본이 완전하지 않기 때문에 작은 구멍은 있었을 수 있다.

## 분류

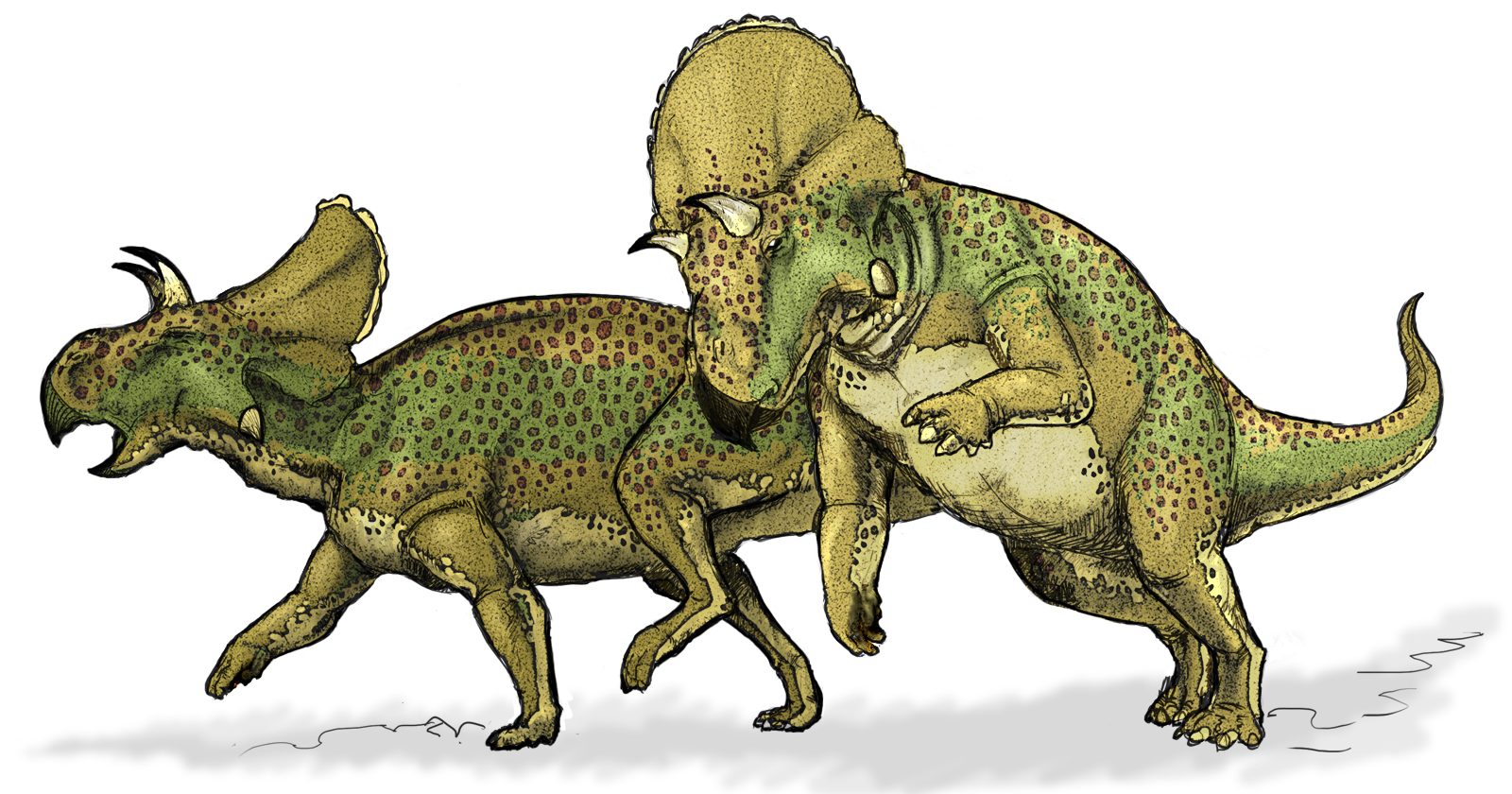
이동하고 있는 두 아바케라톱스의 복원도

도드슨은 1986년에 아바케라톱스를 각룡류 중에서도 케라톱스과로 분류했다. 초식성 공룡으로 앵무새같은 부리를 갖고 있으며 백악기 동안 지금의 북아메리카와 아시아에 번성했던 그룹이다.
각룡류인 것을 제외하면 아바케라톱스의 분류학적 위치에 대해서는 확실한 것이 별로 없다. 알려진 골격의 대부분이 어린 개체의 것이고 어린 개체는 조상의 특징들을 많이 보이는 경향이 있기 때문에 분지학적 분석을 수행하면 아바케라톱스는 분지도에서 낮은, 즉 원시적인 자리에 위치할 것으로 보인다. 이런 이유 때문에 아바케라톱스는 분지학적 분석에서 종종 제외되곤 했다. 펜칼스키와 도드슨은 1999년에 아바케라톱스가 켄트로사우루스아과에서 가장 원시적인 자리를 차지한다고 결론내렸으나 케라톱스아과의 가장 원시적인 일원이거나 켄트로사우루스아과와 케라톱스아과가 구성하는 분지군의 바로 바깥쪽에 위치할 가능성도 있다. 샘슨과 동료들이 2013년에 수행한 계통발생학적 분석에서 아바케라톱스는 2013년에 새롭게 보고된 속인 나수토케라톱스의 자매분류군으로 나타났다.

## 고생물학
다른 각룡류들과 마찬가지로 아바케라톱스는 초식성이었다. 백악기에는 속씨식물이 "지리적으로 제한된 지역에만" 분포하고 있었기 때문에 쿨케라톱스는 아마도 당시에 널리 번성하고 있던 식물들 즉 양치류, 소철, 침엽수 등을 먹이로 했을 것이다. 각룡류가 공통적으로 가지고 있는 날카로운 부리로 잎을 뜯었을 것으로 보인다. 아바케라톱스의 서식지는 숲이 울창했고 습했다.

## 참고 문헌
- http://www.vertpaleo.org/jvp/19-692-711.html 보관됨 2005-08-24 - 웨이백 머신 (online abstract of the preceding)
- http://www.dinosaurvalley.com/Visiting_Drumheller/Kids_Zone/Groups_of_Dinosaurs/index.php 보관됨 2009-05-31 - 웨이백 머신
- The Humongous Book of Dinosaurs, published by Stewart Tabori & Chang